# 궁전 목록
다음은 세계의 궁전 목록이다.

## 아메리카

### 멕시코
- 차풀테펙 성
- 오스피치오 카바냐스(The Hospicio Cabañas)

### 미국
- 백악관(White House)(대통령궁)

### 브라질
- 브라질 대통령궁

### 아르헨티나
- 카사 로사다(대통령궁전)

### 페루
- 페루 대통령궁

## 아시아

### 네팔
- 나라얀히티 왕궁

### 라오스
- 라오스 왕궁 박물관

### 방글라데시
- 아산 만질 박물관

### 브루나이
- 이스타나 누룰 이만(Istana Nurul Iman)

### 시리아
- 아젬 궁전

### 싱가포르
- 이스타나 왕궁

### 이란
- 알리 카푸

### 인도
- 델리 성
- 아그라 성

### 인도네시아
- 보고르 궁전(Istana Bogor)

### 일본
- 고쿄 (도쿄)
- 교토고쇼(교토)
- 오사카성(오사카)
- 슈리성(오키나와)

### 중국
- 아방궁
- 대명궁
- 자금성(베이징)
- 미앙궁
- 태극궁

#### 만주
- 선양고궁
- 만주국 황궁

#### 티베트
- 포탈라궁 - 달라이 라마의 정궁
- 노블랑카 - 달라이 라마의 여름 궁전

### 말레이시아
- 이스타나 네가라

### 몽골
- 복드 칸 궁전 박물관 - 복드칸의 겨울 궁전

### 베트남
- 탕롱 왕궁
- 후에 황궁

### 태국
- 방콕 왕궁
- 치뜨랄다 궁

### 터키
- 돌마바흐체 궁전
- 톱카프 궁전

### 파키스탄
- 라호르성

### 필리핀
- 마라카낭궁

### 한국
- 안학궁
- 월성
- 경주 동궁
- 만월대
- 경복궁
- 창덕궁
- 창경궁
- 덕수궁
- 경희궁

## 아프리카

### 르완다
- 르완다 궁정(난쟈)

### 베냉
- 아보메

### 이집트
- 말카타
- 압딘 궁전(카이로)

## 유럽

### 그리스
- 그리스 의회의사당(Hellenic Parliament)
- 그랜드마스터 궁전

### 네덜란드
- 네덜란드 왕궁(Royal Palace, Amsterdam)
- 하우스텐보그

### 노르웨이
- 노르웨이 왕궁(Royal Palace, Oslo)

### 덴마크
- 프레데릭스베르 궁전
- 아말리엔보르크 성

### 독일
- 뷔르츠부르크 궁전
- 브륄의 아우구스투스부르크성
- 상수시 궁전
- 샤를로텐부르크 성
- 헤렌킴제(Herrenchiemsee)

### 러시아
- 겨울 궁전
- 모이카 궁전
- 오스탄키노 궁
- 크레믈린

### 루마니아
- 엘리사베타 궁전
- 인민 궁전

### 바티칸
- 사도 궁전 (로마)

### 벨기에
- 브뤼셀 왕궁

### 벨라루스
- 미르 성

### 불가리아
- 에프크시노그라드

### 스페인
- 산 텔모 궁전
- 알람브라(그라나다)
- 엘에스코리알

### 슬로바키아
- 그라살코비크 궁전

### 영국
- 버킹엄 궁전
- 켄싱턴 궁전
- 블레넘 궁전
- 웨스트민스터 궁전
- 햄프턴 궁전

### 오스트리아
- 쇤브룬 궁전
- 벨베데레 궁전
- 호프부르크 궁전

### 우크라이나
- 리바디아 궁전

### 이탈리아
- 두칼레 궁전
- 카세르타 궁전
- 토리노 왕궁

### 체코
- 프라하 성
- 크로메르지시 궁전

### 포르투갈
- 켈루즈 궁전
- 벨렘 궁전

### 폴란드
- 빌라노우 궁전

### 프랑스
- 베르사유 궁전 (베르사유)
- 부르봉 궁전
- 엘리제 궁전
- 튈르리 궁전

### 핀란드
- 투르쿠성

## 같이 보기
- 성 목록
- 관저